# Flatiron Building
O Flatiron Building, originalmente Fuller Building, foi um dos primeiros arranha-céus construídos em Nova Iorque, Estados Unidos, e tem esse nome por ter a forma semelhante de um ferro de passar roupas. Foi inaugurado em 1902, e está localizado entre a Fifth Avenue, a Broadway e a 23rd Street. Possui 87 metros de altura e 22 andares. Quando inaugurado, foi um dos prédios mais altos do mundo. O bairro em torno do edifício foi chamado de Distrito Flatiron (Flatiron District) após a sua construção. Foi designado, em 20 de novembro de 1979, um edifício do Registro Nacional de Lugares Históricos bem como, em 29 de junho de 1989, um Marco Histórico Nacional.

## Arquitetura
O Flatiron Building foi desenhado pelo arquiteto e urbanista Daniel Burnham no estilo Beaux-Arts. Como uma coluna grega clássica, a sua fachada de calcário e terracota é dividida em base, fuste e capitel. Esboços primitivos feitos por Burnham mostram um projeto com um (não executado) mostrador de relógio e uma coroa bem mais elaborada do que no edifício atual. O Flatiron Building não foi o primeiro edifício do seu tipo: exemplos proeminentes incluem o Edifício Gooderham de Toronto, construído em 1892 e o English-American Building em 1897 na cidade de Atlanta, embora estes sejam menores do que sua contraparte em Nova York.